# Daidarabotchi

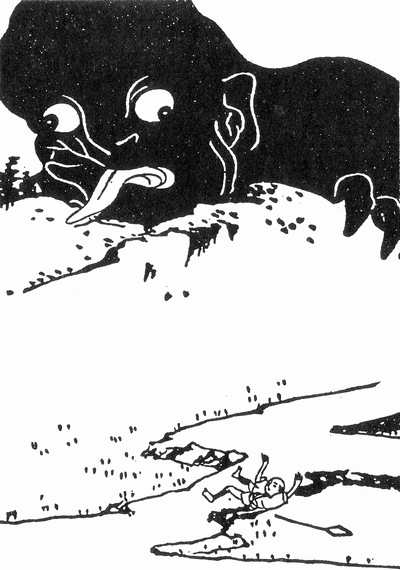
Disegno di un daidarabotchi dal Kaidan-Hyakki-Zue.

Il daidarabotchi (ダイダラボッチ?) è un gigantesco yōkai appartenente alla mitologia giapponese, le cui dimensioni smisurate si riflettono nella credenza secondo la quale assomigliasse ad una catena montuosa quando dormiva.

## Mito
Le dimensioni di un Daidarabocchi erano così grandi che si diceva che le sue impronte avrebbero formato numerosi laghi e stagni. In una celebre leggenda, volendo misurare se fosse più pesante il Fuji o il monte Tsukuba, pose entrambi su un'enorme bilancia; fatto ciò, lasciò cadere accidentalmente il secondo, dando così origine alla sua vetta biforcuta.
Lo Hitachi no Kuni Fudoki, una raccolta delle usanze imperiali nella provincia di Hitachi compilata nell'VIII secolo, racconta anche di un Daidarabotchi che viveva su una collina a ovest di un ufficio postale di Hiratsu Ogushi e che si nutriva di vongole giganti dalla spiaggia, ammucchiando le conchiglie in cima a una collina.
Izumo no Kuni Fudoki cita anche un leggendario re di Izumo, Ōmitsunu, che era il nipote di Susanoo e un semidio. Avendo la forza di un gigante, diede vita alla leggenda di Kunibiki, tirando la terra da Silla ed altri luoghi con delle corde, per aumentare le dimensioni del suo territorio.